# Grenivík
Grenivík é uma localidade na Islândia. Em 2018 tinha uma população de cerca de 297 habitantes.